# Gérard Walter
Pour les articles homonymes, voir Walter.
Gérard Walter, né le 17 décembre 1890 à Lille, mort le 28 mai 1974 dans le 4e arrondissement de Paris, est un historien français.

## Biographie
Spécialiste de la Révolution française, il consacre plusieurs ouvrages à cette période, notamment Les Massacres de septembre, Histoire de la Terreur, 1793-1794, Histoire des Jacobins et La Conjuration du neuf Thermidor. Il publie également des études sur le communisme (Histoire du Parti communiste français) et l’Antiquité (Brutus et la fin de la république, La Ruine de Byzance).
Il est aussi l’auteur de plusieurs biographies sur Maximilien de Robespierre, Marat, Hébert, Babeuf, Marie-Antoinette, le comte de Provence, Brutus, César, Néron et Lénine.
Avec André Martin (1884-1963), directeur du département des imprimés de la Bibliothèque nationale de France de 1939 à 1954, il édite le Catalogue de l’histoire de la Révolution française, complété par le Répertoire de l’histoire de la Révolution française.
Il dirige pendant une douzaine d'années la publication de la collection le Mémorial des Siècles chez l'éditeur Albin Michel. Enfin, il a réuni et publié des éditions critiques de textes historiques, comme les Actes du Tribunal révolutionnaire, les Vies parallèles de Plutarque ou les œuvres d’André Chénier.

## Publications

### Ouvrages
- Histoire du communisme. I. Les Origines judaïques, chrétiennes, grecques, latines, Paris, Payot, 1931, 623 p. (nouvelle édition mise à jour, Payot, 15 décembre 1974).
- Les Massacres de septembre : étude critique, préface de Louis Barthou, Paris, Payot, 1932, 175 p.
- Marat, Paris, Albin Michel, 1933, 446 p. (nouvelle édition augmentée, 1960, 506 p., et réédition, Genève, Famot, 1974).
- Catalogue de l’histoire de la Révolution française : écrits de la période révolutionnaire (en collaboration avec André Martin), Éditions des Bibliothèques nationales, 1936-1955, 6 volumes.
- Robespierre, [1936], préface de Michel Butor, Paris, Gallimard, 2 tomes: 1. La Vie - 2. L’Œuvre , 1046 p. (version définitive en deux volumes, 1961, Collection Leurs Figures) ; réédition abrégée en un volume, 1989, Gallimard, 779 p sous le titre Maximilien de Robespierre.
- Babeuf, 1760-1797, et la conjuration des Égaux, Paris, Payot, 1937, 262 p.
- Histoire de la Terreur, 1793-1794, Paris, Albin Michel, 1937, 447 p.
- Brutus et la fin de la République, Paris, Payot, 1938, 270 p.
- Répertoire de l’histoire de la Révolution française : travaux publiés de 1800 à 1940, Bibliothèque Nationale, 1941 et 1945, t. 1 : Personnes, t. 2 : Lieux.
- Hébert et le père Duchesne, Paris, J.-B. Janin, 1946, 424 p.
- Histoire des Jacobins, Paris, A. Somogy, 1946, 381 p.
- La Destruction de Carthage (264-146 av. J.-C.), Paris, Albin Michel, 1947, 512 p.
- César, Paris, Albin Michel, 1947, 747 p.
- La Révolution française vue par ses journaux, Bourges, Tardy, 1948, 472 p.
- Histoire du Parti communiste français, Paris, A. Somogy, 1948, 392 p.
- Marie-Antoinette, Paris, Éditions du Bateau ivre, 1948, 439 p.
- Le Comte de Provence, frère du roi, « régent » de France, roi des émigrés, Paris, Albin Michel, 1950, X-462 p.
- Lénine, Paris, Julliard, 1950, 543 p.
- La Guerre de Vendée, Paris, Plon, 1953, II-363 p.
- Néron, Paris, Hachette, 1955, 344 p.
- La Vie à Paris sous l’Occupation, 1940-1944, Armand Colin, 1960, 253 p.
- La Révolution anglaise, 1641-1660, vue d’ensemble, textes de Charles Ier, roi d’Angleterre, Olivier Cromwell, John Lilburne, Gerrard Winstanley, procès-verbaux, comptes rendus parlementaires, documents officiels et pamphlets, Paris, Albin Michel, 1963, 569 p. (nombreuses rééditions).
- Histoire des paysans de France, Paris, Flammarion, 1963, 521 p.
- La Révolution russe, textes de Lénine, Trotski, Staline, Soukhanov, etc., et les Actes de la Révolution, Paris, Albin Michel, 1972, 623 p.
- La Conjuration du neuf Thermidor, 27 juillet 1794, Paris, Gallimard, coll. Trente journées qui ont fait la France, 1er octobre 1974, 576 p.

### Éditions
- Las Cases, Le Mémorial de Sainte-Hélène, Paris, Gallimard, Bibliothèque de la Pléiade, 1935, 2 tomes, 1344 p. et 1520 p.
- Jules Michelet, Histoire de la Révolution française, Paris, Gallimard, Bibliothèque de la Pléiade, 1939, 2 tomes, XXIX-1228 p. et XXXII-1530 p.
- André Chénier, Œuvres complètes, Paris, Gallimard, Bibliothèque de la Pléiade, 1950.
- Plutarque, Les Vies des hommes illustres, Paris, Gallimard, Bibliothèque de la Pléiade, 1951.
- Historiens romains. Historiens de la République, t. 1 : Tite-Live, Salluste, et t. 2 : César, Paris, Gallimard, Bibliothèque de la Pléiade, 1968, XLIX-1026 p. et 1214 p.
- Actes du Tribunal révolutionnaire, recueillis et commentés par Gérard Walter, Paris, Mercure de France, coll. Le Temps retrouvé, 1968, XXXII-453 p.